# Powiat Gołdapski
Der Powiat Gołdapski ist der östlichste Powiat (Kreis) der Woiwodschaft Ermland-Masuren in  Polen. Er wird von den Powiaten Węgorzewo im Westen, Giżycko im Südwesten sowie Olecko im Süden umschlossen, während im Osten die Grenze zu Podlachien und im Norden die Staatsgrenze zur russischen Oblast Kaliningrad verläuft. Im äußersten Nordosten besteht eine rund drei Kilometer lange Grenze zu Litauen. Der Powiat wurde am 1. Januar 2002 eingerichtet.
Die Einrichtung der polnisch-russischen Grenze quer durch das ehemalige Ostpreußen im Jahre 1945 teilte den ehemaligen Landkreis Goldap und verwandelte die Rominter Heide in ein Grenzgebiet. Die beiden Gemeinden Dubeningken und Goldap gehörten früher zum Landkreis Goldap, die Gemeinde Benkheim gehörte früher zum Landkreis Angerburg. 1975 wurden die damals existierenden Powiate in Ełk (Lyck), Goldap und Olecko (Marggrabowa) aufgelöst und mit der Region um Suwałki zur neu gegründeten Woiwodschaft Suwałki vereinigt. Als 1999 die Powiate wiederbegründet wurden, kam die Gemeinde Banie Mazurskie zunächst zum Powiat Giżycki und wurde 2002 dem neubegründeten Powiat Gołdapski angegliedert.

## Gemeinden
Der Powiat umfasst drei Gemeinden, die in eine Stadt-und-Land-Gemeinde und zwei Landgemeinden untergliedert sind:
Stadt-und-Land-Gemeinde
- Gołdap (Goldap): 20.018 Einwohner

Landgemeinden
- Banie Mazurskie (Benkheim): 3614 Einwohner
- Dubeninki (Dubeningken): 2857 Einwohner